# Osamosvojitev Latinske Amerike
Osamosvojitvene vojne španskih kolonij v Latinski Ameriki so se odvijale med letoma 1810 in 1833. Španska krona je posledično izgubila velik del svojega ozemlja, na njem pa so se izoblikovale nove države. V vojnah so se borili realisti (špan. los realistas) in revolucionarji (špan. los revolucionarios) oz. patrioti (špan. los patriotas).

## Osamosvojitve
| Država                 | Osamosvojitev                                                    |
| ---------------------- | ---------------------------------------------------------------- |
| Mehika                 | - razglašena: 16. september 1810 - priznana: 27. september 1821  |
| Ekvador                | - od Španije: 24. maj 1822 - od Velike Kolumbije: 13. maj 1830   |
| Čile                   | - razglašena: 12. februar 1818 - priznana: 24. april 1844        |
| Venezuela              | - razglašena: 5. julij 1811 - priznana: 30. marec 1845           |
| Bolivija               | - razglašena: 6. avgust 1825 - priznana: 21. avgust 1879         |
| Kostarika              | - priznana: 15. september 1821                                   |
| Nikaragva              | - razglašena: 18. december 1811 - priznana: 25. julij 1850       |
| Argentina              | - razglašena: 9. julij 1816 - priznana: 9. julij 1859            |
| Gvatemala              | - priznana: 15. september 1821                                   |
| Salvador               | - priznana: 15. september 1821                                   |
| Urugvaj                | - priznana: 27. avgust 1827                                      |
| Dominikanska republika | - priznana: 1. december 1821                                     |
| Peru                   | - razglašena: 28. julij 1821 - priznana: 14. avgust 1879         |
| Paragvaj               | - razglašena: 15. maj 1811 - priznana: 10. september 1880        |
| Kolumbija              | - razglašena: 20. julij 1810 - priznana: 7. avgust 1819          |
| Honduras               | - razglašena: 15. september 1821                                 |
| Panama                 | - od Španije: 28. november 1821 - od Kolumbije: 3. november 1903 |

## Vloga Cerkve v osamosvojitvenih vojnah
V procesu osamosvajanja Latinske Amerike je imela pomembno vlogo tudi Katoliška cerkev. Sveti sedež in večina duhovnikov so boju nasprotovali, nekateri pa so vojne podpirali in bili v njih aktivno udeleženi.

### Nižja duhovščina
Mnogo duhovnikov je bilo kreolov (potomcev evropskih priseljencev, zlasti Špancev, v Latinski Ameriki) in so večinoma podpirali osamosvojitev španskih kolonij. Z ljudstvom, Indijanci in preko spovedi celo z aristokracijo so imeli neposreden stik, zato so imeli v vojnah pomembno vlogo. Poleg tega so bili med ljudmi najbolj izobraženi in so jih lahko vodili.
V Mehiki je bil v prvem obdobju procesa osamosvajanja avguštinski samostan eno prvih žarišč revolucije. Miguel Hidalgo y Costilla (1753–1811) je bil duhovnik in upornik ter organizator dogodka znanega kot Krik kraja Dolores (Grito de Dolores), s katerim se je začela prva etapa vojne za neodvisnost Mehike. Dogodek se je zgodil 16. septembra 1810 zjutraj, ko je Hidalgo zbral prebivalce kraja Dolores (zvezna država Guanajuato) in sosednjih vasi ter jih pozval k uporu. Dogodek se je imenoval krik, ker je Hidalgo med govorom vzkliknil geslo:
Živel Ferdinand VII., živela Amerika, živela vera in umre naj slaba vlada!
Ferdinand VII. (špan. Fernando VII), je bil namreč španski kralj od 19. marca 1808 do 6. maja 1808 ter od 11. decembra 1813 do 29. septembra 1833. Vmes je kraljeval Napoleonov brat, Joseph Napoleon.). S tem krikom se je začel prvi upor proti silam podkraljestva. Hidalgo je bil vojaški in politični vodja osamosvojitvenega gibanja, vendar je bil po nekaj porazih ujet in leta 1811 ustreljen.
Med duhovniki je bil v Mehiki pomemben tudi José María Morelos. Kot vojaški upornik in mehiški patriot je med letoma 1811 in 1815 organiziral drugo etapo boja za neodvisnost Mehike.
Tudi v Argentini je bilo delovanje duhovnikov odločilno v boju za neodvisnost. Mnogi so podpisali peticijo, ki je bila predstavljena mestnemu svetu (špan. Cabildo) in je zahtevala postavitev nove hunte (v Španiji in v latinskoameriških deželah začasna, navadno iz oficirjev sestavljena vlada). Med drugimi je bil pomemben dekan Funes, ki se je zoperstavil protirevoluciji Santiaga de Liniersa (funkcionar španske krone in kasneje podkralj v podkraljestvu Río de la Plata, ki se je boril tudi proti prvi hunti), ki je bila zato neuspešna. Podobno so tudi nekateri duhovniki v Urugvaju, Boliviji in Ekvadorju delovali za osamosvojitev svojih držav, zaradi česar so bili mnogi izgnani.

### Episkopat
Na episkopat je pomembno vplival kraljevski patronat (špan. el patronato real), ki je kraljem evropskih kraljestev dodeljeval različne pravice. Med drugim jim je dovoljeval tudi, da namesto Cerkve sami neposredno postavljajo škofe. Tako je španska krona sama izbirala škofe za svoja ozemlja v Latinski Ameriki. Ti so ji zato ostali podrejeni in niso imeli druge izbire, kot da jo v vsem podpirajo, tudi v bojih za neodvisnost. Poleg tega so na tem položaju dobivali visoke letne dohodke in so zato živeli precej udobno ter v nekaterih primerih celo delovali kot banka. Do leta 1808 so se škofi upirali kakršnikoli revoluciji, saj so jih štejeli za liberalne in prostozidarske. Kasneje so se nekateri počasi začeli pridruževati patriotom. Tisti, ki niso bili zvesti kroni ali pa se je samo domnevalo, da ji niso, so bili poslani nazaj v Španijo. Nadomestili so jih drugi škofi, ki so bili povsem zvesti kroni. Tako in tako pa je večina škofov podpirala interese Španije in se je zavedala, da revolucija in liberalna ideologija grozita vodilnemu položaju, ki ga je imela Cerkev v tistem času. Kljub temu je mnogo škofovski mest ostalo praznih, s čimer se je slabila moč in razširjenost Cerkve in katoliške vere.
V Mehiki je bil pomemben škof Antonio de San Miguel, ki je zbral skupino ekonomistov, ki se jih lahko šteje za predhodnike revolucije. Nasprotno so bili škofi Linaza, Primo Feliciano Marín, Llanos, Estévez in Manuel Ignacio González del Campillo proti prvi revoluciji. Kljub temu se je v drugi osamosvojitveni vojni episkopat zopet nagibal proti ideji neodvisnosti.
V Peruju je bil eden redkih škofov, ki je podpiral boj za neodvisnost, José Pérez y Armendáriz, škof Cuzca, vendar ga je Ferdinand VII. odstavil, ker se med prvo vstajo v Pumacagui ni zoperstavil upornikom. Drugi škofi so bili proti neodvisnosti, saj so vedeli, da bi s koncem kolonije Peru izgubil svojo prevlado v Južni Ameriki.
V Argentini je bil škof Buenos Airesa, Lué, najprej proti prvi hunti, ko pa je bila 25. maja 1810 (po majski revoluciji v kateri je bil takratni podkralj odstavljen) ustanovljena, ji ni več nasprotoval. Škof Orellana je nasprotno podpiral Liniersovo revolucijo in je bil zato izgnan.
V Ekvadorju je bil škof Cuero y Caicedo predsednik druge hunte, ki je bila ustanovljena leta 1810. Cuero y Caicedo naj bi bil eden najhujših sovražnikov španske krone in njenih načrtov, saj se je njegovemu namenu pridružil velik del duhovščine in vernikov.
V Venezueli je Coll y Prat, škof Caracasa, sprejel neodvisnost države in deloval kot posrednik med revolucionarji in venezuelsko Cerkvijo.

### Papeštvo
Papeštvo je nasprotovalo bojem za neodvisnost in stopilo na stran Krone. Papež Pij VII. je celo grozil duhovnikom in škofom ter jih opozarjal, da se ne smejo upreti zakoniti oblasti. Kasneje je Vatikan vseeno zavzel bolj nevtralno politično držo. Delno zaradi prošenj Latinske Amerike in ohranitve vere na tem območju, pa tudi zaradi ukrepov, ki jih je španska liberalna vlada uvedla po revoluciji leta 1820 in so se januarja 1823 končali z izgonom papeškega nuncija (diplomatskega predstavnika Svetega sedeža). Pod papežem Leonom XII. je cerkev zopet podpirala španskega kralja (takrat je bil to Ferdinand VII.) in realiste v Latinski Ameriki.
S papežem Gregorjem XVI. (1831 – 1846) je Sveti sedež z apostolsko konstitucijo Sollicitudo Ecclesiarum le priznal neodvisnost novonastalih držav, najprej Kolumbije, Mehike, Ekvadorja in Čila.

## Vpliv osamosvojitev na Cerkev
Ko se je boj za osamosvojitev končal, je bila Cerkev še vedno močno povezana s krono. Ta je bila v Latinski Ameriki premagana in tako je tudi Cerkev izgubila svoj ugled. Poleg tega se je z ustanavljanjem novih držav iskalo tudi nove politične sisteme, ki pa pogosto niso podpirali Cerkve. Novi voditelj so našli navdih v filozofiji iz obdobja racionalizma (17. stoletje), predvsem v utilitarizmu. Ustanovitelj te etične teorije je bil Jeremy Bentham, angleški filozof, ekonomist in pisatelj. Cilj utilitarizma je bil doseči največjo srečo vseh ljudi. Vplival ni samo na celo generacijo britanskih politikov, temveč tudi na voditelje novih latinskoameriških republik. Utilitarizem je republikanstvu dal intelektualno kredibilnost in se tako zoperstavil Cerkvi, ki ga je posledično, kot sovražnika vere, poskušala odpraviti.
Neodvisnost novonastalih držav in novi politični sistemi so močno vlivali na stanje v Cerkvi. Že pred procesom je bila ekonomično oslabljena. Leta 1767 so bili namreč jezuiti izgnani iz Španije, njihove posesti pa so bile prodane na javni dražbi. Cerkev je s tem izgubila velik del svojega kapitala. Decembra leta 1804 je Cerkev prizadela še Listina o konsolidaciji, ki jo je izdala španska krona in s katero si je prilastila lastnino Cerkve.
Cerkev pa ni imela težav samo na tem področju. Kljub temu, da so nove republike priznale katolicizem kot državno vero, so spoštovale tudi druge vere, dovoljeni so bili celo kulti. Poleg tega je v tem obdobju v Latinsko Ameriko prodiral tudi protestantizem.
Cerkev je med bojem za osamosvojitev oslabila tudi vedno slabša disciplina in neorganiziranost ter izguba približno polovice sekularne duhovščine. V obdobju po revoluciji je bilo namreč med ljudmi vedno manj zanimanja za versko poslanstvo.
Že pred vojnami in med njimi je Cerkev torej izgubljala svoj kapital, svoj vpliv (med drugim tudi v izobraževanju) in svoje privilegije, po njih pa je bila že povsem oslabljena.